# دونالد ديكس
دونالد ديكس (بالإنجليزية: Donald Dykes)‏ هو لاعب كرة قدم أمريكية أمريكي، ولد في 24 أغسطس 1955 في ايندبندنس في الولايات المتحدة.

## وصلات خارجية
- دونالد ديكس على موقع مرجع كرة القدم المحترفة.كوم (الإنجليزية)